# Ralf Antblad
Ralf Urban Antblad, född 1 maj 1951 i Västra Frölunda, Göteborgs och Bohus län, är en svensk företagsledare och före detta musiker.
Antblad har under flera decennier varit anställd inom Osram-koncernen, bland annat som produktchef vid huvudkontoret i  München, Tyskland, därefter som marknadsdirektör vid Osram Sverige och sedan som marknadsdirektör i fem år vid företagets kontor i London. År 2003 blev han VD för Osram AB i Sverige. Antblad är head of cluster Nordic Specialty Lighting samt ordförande i Svenska Belysningsbranschens styrelse.
I unga år var Ralf Antblad verksam som musiker och sångare tillsammans med kusinen Bert Christiansson. Han släppte då också ett par skivor med andliga sånger innan han på 1970-talet lämnade musiken. 
Han är far till låtskrivaren och musikproducenten Christian Antblad.

## Diskografi i urval
- 19?? – Jesus har frälst min själ, tillsammans med Bert Christiansson (Cymbal)
- 1969 – En stor och underbar Gud, tillsammans med Bert Christiansson (Hemmets Härold)
- 1971 – Räck mig din hand, Skärgårdspojkarna, dirigent Ralf Antblad (Hemmets Härold)